# Paume artignoscaise
La paume artignoscaise est un sport traditionnel issu du jeu de paume et de la pelote basque, pratiqué à Artignosc-sur-Verdon dans le Var, en région Provence-Alpes-Côte d’Azur. Il se pratique la plupart du temps en occitan.
La pelote basque est en fait un terme générique désignant plusieurs jeux ou « spécialités » qui seraient des adaptations successives et locales des jeux de paume, développées lorsque ceux-ci ont décliné à partir du milieu du XVIIe siècle (Blazy, 1929).
La paume artignoscaise est inscrite à l’Inventaire du patrimoine culturel immatériel en France.

## Historique
On ne sait pas exactement de quand date la pratique de la paume à Artignosc, cependant selon les dires des habitants, cela remonterait au moins à la fin du XVIIIe siècle. La majorité des villageois pratiquait ce jeu. A l’époque, les paysans trouvaient le temps d’y jouer après les travaux des champs. L’habitude de ce jeu s’est transmise de génération en génération pour ne jamais se perdre jusqu’à aujourd’hui. Il s’agit cependant d’un sport essentiellement masculin, même si depuis quelques années on voit de rares filles sur le terrain. 
Par la suite, une association est créée, l’Association Internationale de Paume Artignoscaise (AIPA), et en 2009 fut prise la décision de mettre en place un tournoi de jeu de paume, devenu "Coupe du monde de paume artignoscaise", pour rappeler les concours organisés à l’Entre-deux-guerres. La coupe du monde n’a lieu qu’une fois par an, contrairement aux concours qui étaient organisés de manière régulière. 

## Description du jeu

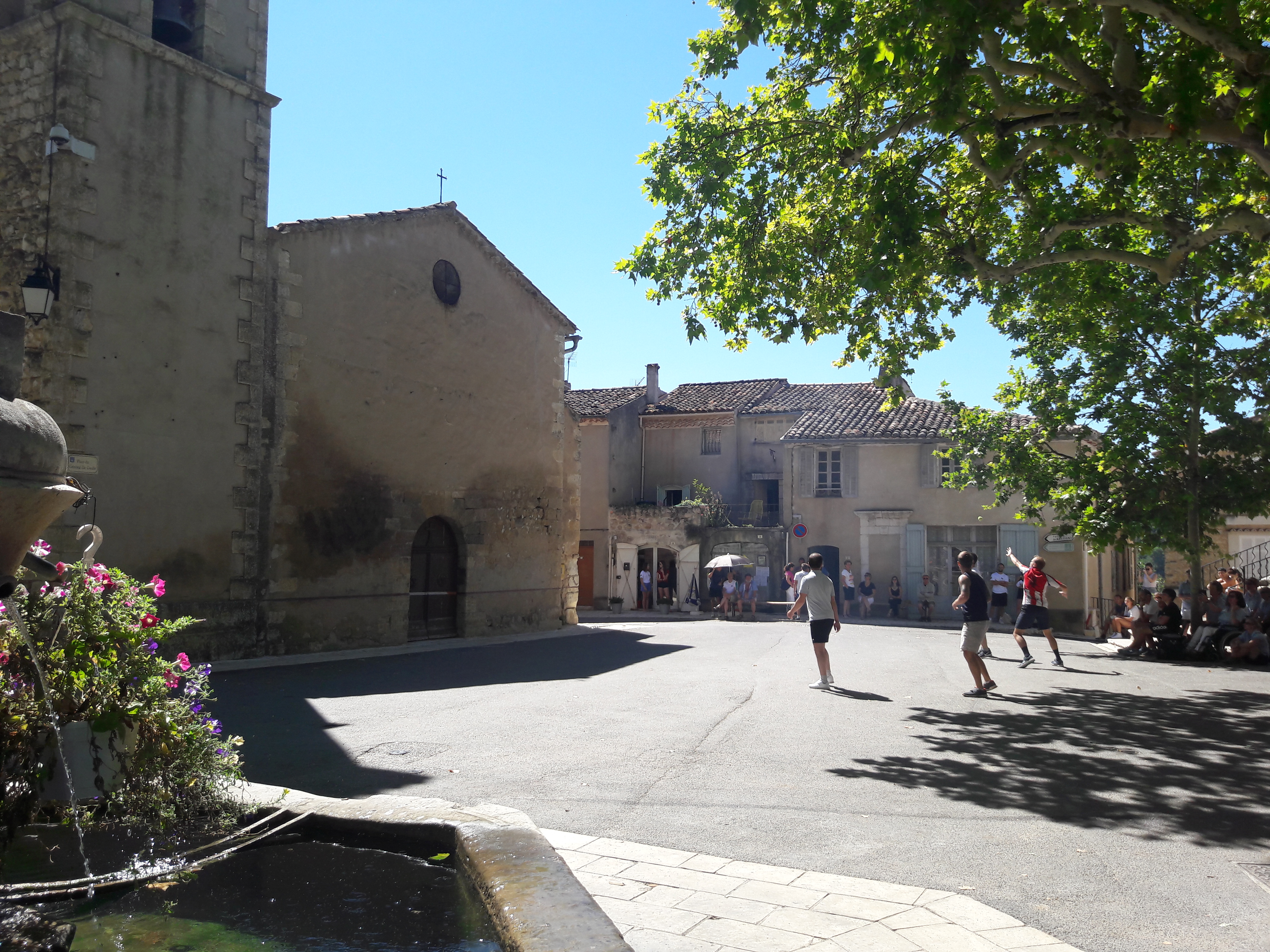
Séquence d'une partie de jeu de paume à Artignosc-sur-Verdon

### Aire de jeu et matériel
Les "pàumas", les balles, sont généralement des balles de tennis usagées. A l’origine, il s’agissait de balles identiques aux pelotes utilisées dans la pelote basque. Cependant ces dernières sont devenues trop onéreuses, ainsi on se contente de balles de tennis. 
Comme pour le jeu de paume ou la pelote, la paume artignoscaise se joue contre un fronton, mesurant idéalement quinze mètres de large pour six à sept mètres de haut. À Artignosc, ce fronton idéal se confond avec la façade de l’église. En face, l’espace doit être assez grand et plat, goudronné. Il s’agit à Artignosc de la place du village. Sur le mur, une ligne est tracée à un mètre du sol, et deux lignes au sol partent de chaque coin du mur. Il n’y a pas de limite du terrain à l’arrière. Si la balle franchit ces lignes ou va en-dessous de la ligne de 1 mètre du fronton, la balle est defora, dehors, et personne ne marque de point.

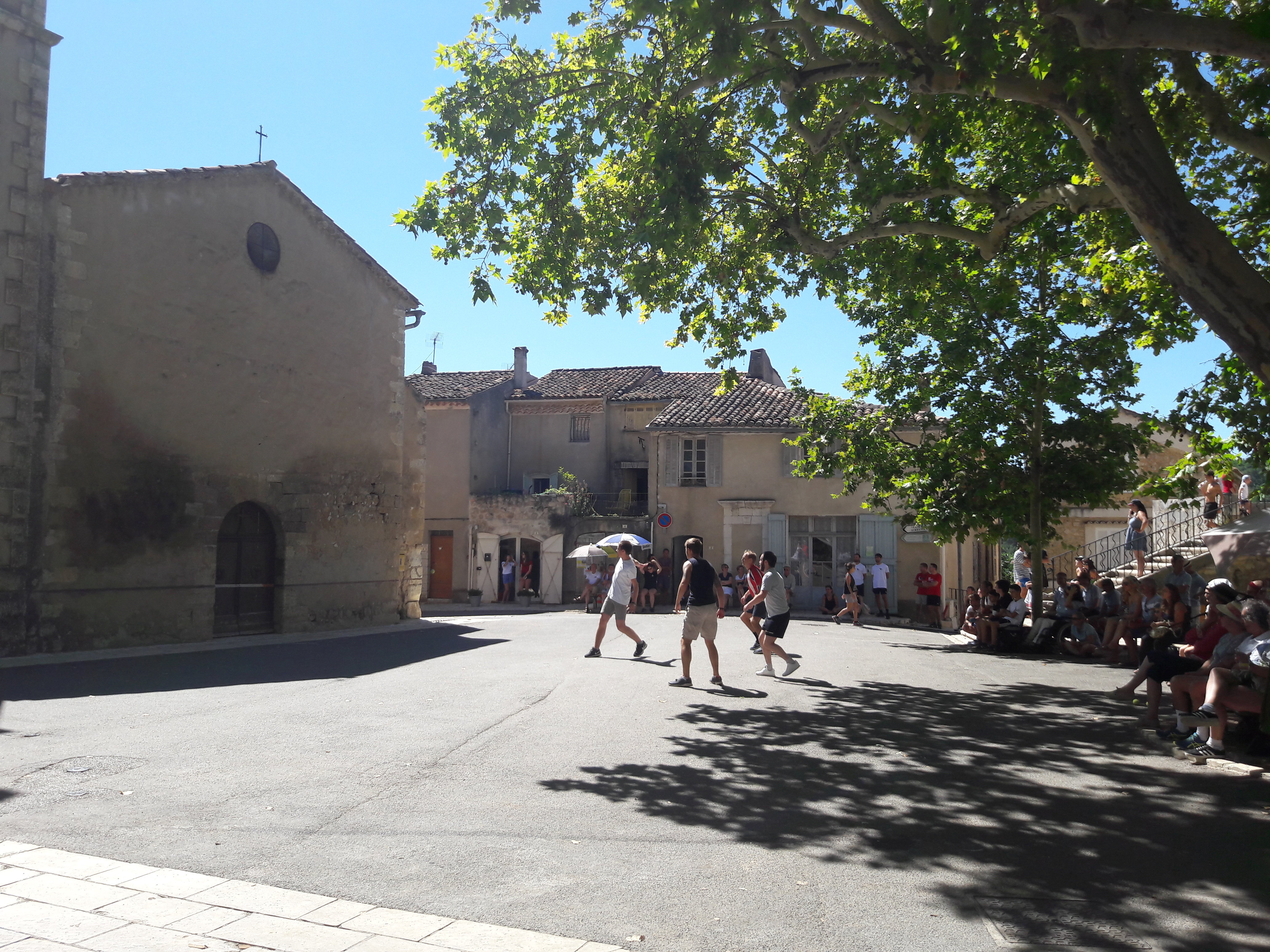
Match de paume artignoscaise pendant les épreuves de la Coupe du monde artignoscaise organisé par l'AIPA (Association internationale de paume artignoscaise)

### Règles du jeu
La paume artignoscaise se joue à main nue (main ouverte ou fermée), en un contre un, ou  par équipe de deux ou de trois.  Les joueurs n’ont pas de rôle précis, ils peuvent relancer la balle à tour de rôle sans ordre défini. 
Pour engager, la balle doit d’abord rebondir une fois sur le sol avant d’être frappée contre le fronton. Ensuite, c’est l’équipe qui marque le point qui engage. Une fois lancée, la pàuma doit rebondir sur le mur au-dessus du trait des un mètre. En revenant, elle peut être frappée par l’équipe adverse à la volée ou après un seul rebond. Le point est gagné quand l’adversaire fait une faute : s'il ne rattrape pas la balle, qu’elle rebondit plus d’une fois, si la balle sort ou si elle rebondit en-dessous du trait sur le fronton.
Les parties se déroulent en deux manches gagnantes, de 15 ou 21 points avec victoire à deux points d’écart.
Les joueurs de paume artignoscaise ont la particularité de s’auto-arbitrer, il n’y a en effet pas de tierce personne pour cela. Les scores sont marqués sur un papier et sont parfois annoncés pendant le jeu. De ce côté-là, la pratique n’est absolument pas réglementée. 